# Calliclava palmeri
Calliclava palmeri é uma espécie de gastrópode do gênero Calliclava, pertencente a família Drilliidae.